# Micrasema setiferum
Micrasema setiferum is een schietmot uit de familie Brachycentridae. De soort komt voor in het Palearctisch gebied.